# Idrottsföreningen Kamraterna Östersund
O IFK Östersund é um clube de futebol da Suécia. Sua sede fica localizada em Östersund.